# Eleições autárquicas portuguesas de 1989 na Madeira
| Eleições autárquicas portuguesas de 1989 Distritos: Aveiro \| Beja \| Braga \| Bragança \| Castelo Branco \| Coimbra \| Évora \| Faro \| Guarda \| Leiria \| Lisboa \| Portalegre \| Porto \| Santarém \| Setúbal \| Viana do Castelo \| Vila Real \| Viseu \| Açores \| Madeira |

## Resultados por concelho
Os resultados nos concelhos da Região Autónoma da Madeira foram os seguintes:

### Calheta
| Partido                 | Partido                        | Votos | %               | +/-   | Vereadores | +/-     |
| ----------------------- | ------------------------------ | ----- | --------------- | ----- | ---------- | ------- |
|                         | Partido Social Democrata       | 3 289 | 53,83 / 100,00  | 13,88 | 3 / 5      | 1       |
|                         | Centro Democrático Social      | 1 900 | 31,10 / 100,00  | 15,03 | 2 / 5      | 1       |
|                         | Partido Socialista             | 716   | 11,72 / 100,00  | 0,33  | 0 / 5      | Estável |
|                         | Coligação Democrática Unitária | 28    | 0,46 / 100,00   | 0,85  | 0 / 5      | Estável |
|                         | União Democrática Popular      | 23    | 0,38 / 100,00   | 0,18  | 0 / 5      | Estável |
| Votos Inválidos         | Votos Inválidos                | 154   | 2,52 / 100,00   | 0,45  |            |         |
| Total                   | Total                          | 6 110 | 100,00 / 100,00 |       | 5 / 5      |         |
| Eleitorado/Participação | Eleitorado/Participação        | 9 613 | 63,56 / 100,00  | 1,15  |            |         |

### Câmara de Lobos
| Partido                 | Partido                        | Votos  | %               | +/-   | Vereadores | +/-     |
| ----------------------- | ------------------------------ | ------ | --------------- | ----- | ---------- | ------- |
|                         | Partido Social Democrata       | 7 010  | 66,63 / 100,00  | 11,64 | 6 / 7      | 1       |
|                         | Partido Socialista             | 2 256  | 21,44 / 100,00  | 12,97 | 1 / 7      | 1       |
|                         | União Democrática Popular      | 473    | 4,50 / 100,00   | 1,31  | 0 / 7      | Estável |
|                         | Coligação Democrática Unitária | 338    | 3,21 / 100,00   | 1,79  | 0 / 7      | Estável |
| Votos Inválidos         | Votos Inválidos                | 443    | 4,21 / 100,00   | 1,05  |            |         |
| Total                   | Total                          | 10 520 | 100,00 / 100,00 |       | 7 / 7      |         |
| Eleitorado/Participação | Eleitorado/Participação        | 19 497 | 53,96 / 100,00  | 0,89  |            |         |

### Funchal
| Partido                 | Partido                        | Votos  | %               | +/-   | Vereadores | +/-     |
| ----------------------- | ------------------------------ | ------ | --------------- | ----- | ---------- | ------- |
|                         | Partido Social Democrata       | 21 309 | 45,10 / 100,00  | 11,52 | 5 / 9      | 2       |
|                         | PS-CDS                         | 19 073 | 40,37 / 100,00  | Novo  | 4 / 9      | Novo    |
|                         | União Democrática Popular      | 2 692  | 5,70 / 100,00   | 1,71  | 0 / 9      | Estável |
|                         | Coligação Democrática Unitária | 1 185  | 2,51 / 100,00   | 1,22  | 0 / 9      | Estável |
|                         | PCTP/MRPP                      | 1 141  | 2,42 / 100,00   | 1,61  | 0 / 9      | Estável |
| Votos Inválidos         | Votos Inválidos                | 1 844  | 3,90 / 100,00   | 0,89  |            |         |
| Total                   | Total                          | 47 244 | 100,00 / 100,00 |       | 9 / 9      |         |
| Eleitorado/Participação | Eleitorado/Participação        | 88 821 | 53,19 / 100,00  | 1,58  |            |         |

### Machico
| Partido                 | Partido                        | Votos  | %               | +/-  | Vereadores | +/-     |
| ----------------------- | ------------------------------ | ------ | --------------- | ---- | ---------- | ------- |
|                         | União Democrática Popular      | 5 417  | 49,96 / 100,00  | 5,83 | 4 / 7      | 1       |
|                         | Partido Social Democrata       | 4 697  | 43,32 / 100,00  | 6,05 | 3 / 7      | 1       |
|                         | Partido Socialista             | 346    | 3,19 / 100,00   | 1,77 | 0 / 7      | Estável |
|                         | Coligação Democrática Unitária | 118    | 1,09 / 100,00   | 0,82 | 0 / 7      | Estável |
| Votos Inválidos         | Votos Inválidos                | 265    | 2,44 / 100,00   | 0,77 |            |         |
| Total                   | Total                          | 10 843 | 100,00 / 100,00 |      | 7 / 7      |         |
| Eleitorado/Participação | Eleitorado/Participação        | 16 294 | 66,55 / 100,00  | 0,44 |            |         |

### Ponta do Sol
| Partido                 | Partido                        | Votos | %               | +/-  | Vereadores | +/-     |
| ----------------------- | ------------------------------ | ----- | --------------- | ---- | ---------- | ------- |
|                         | Partido Social Democrata       | 3 580 | 80,34 / 100,00  | 5,95 | 5 / 5      | Estável |
|                         | Centro Democrático Social      | 386   | 8,66 / 100,00   | 5,68 | 0 / 5      | Estável |
|                         | Partido Socialista             | 360   | 8,08 / 100,00   | 1,49 | 0 / 5      | Estável |
|                         | União Democrática Popular      | 58    | 1,30 / 100,00   | 0,38 | 0 / 5      | Estável |
|                         | Coligação Democrática Unitária | 16    | 0,36 / 100,00   | 1,07 | 0 / 5      | Estável |
| Votos Inválidos         | Votos Inválidos                | 56    | 1,26 / 100,00   | 1,08 |            |         |
| Total                   | Total                          | 4 456 | 100,00 / 100,00 |      | 5 / 5      |         |
| Eleitorado/Participação | Eleitorado/Participação        | 6 599 | 67,53 / 100,00  | 0,03 |            |         |

### Porto Moniz
| Partido                 | Partido                        | Votos | %               | +/-  | Vereadores | +/-     |
| ----------------------- | ------------------------------ | ----- | --------------- | ---- | ---------- | ------- |
|                         | Partido Social Democrata       | 1 442 | 69,63 / 100,00  | 1,53 | 4 / 5      | Estável |
|                         | Centro Democrático Social      | 527   | 25,45 / 100,00  | 4,90 | 1 / 5      | Estável |
|                         | União Democrática Popular      | 14    | 0,68 / 100,00   | 0,43 | 0 / 5      | Estável |
|                         | Coligação Democrática Unitária | 11    | 0,53 / 100,00   | 0,97 | 0 / 5      | Estável |
| Votos Inválidos         | Votos Inválidos                | 77    | 3,72 / 100,00   | 0,12 |            |         |
| Total                   | Total                          | 2 071 | 100,00 / 100,00 |      | 5 / 5      |         |
| Eleitorado/Participação | Eleitorado/Participação        | 2 905 | 71,29 / 100,00  | 1,33 |            |         |

### Porto Santo
| Partido                 | Partido                        | Votos | %               | +/-   | Vereadores | +/-     |
| ----------------------- | ------------------------------ | ----- | --------------- | ----- | ---------- | ------- |
|                         | Partido Socialista             | 1 223 | 48,55 / 100,00  | 17,74 | 3 / 5      | 2       |
|                         | Partido Social Democrata       | 1 204 | 47,80 / 100,00  | 17,94 | 2 / 5      | 2       |
|                         | Coligação Democrática Unitária | 20    | 0,79 / 100,00   | 0,31  | 0 / 5      | Estável |
| Votos Inválidos         | Votos Inválidos                | 72    | 2,85 / 100,00   | 0,12  |            |         |
| Total                   | Total                          | 2 519 | 100,00 / 100,00 |       | 5 / 5      |         |
| Eleitorado/Participação | Eleitorado/Participação        | 3 329 | 75,67 / 100,00  | 5,57  |            |         |

### Ribeira Brava
| Partido                 | Partido                        | Votos | %               | +/-   | Vereadores | +/-     |
| ----------------------- | ------------------------------ | ----- | --------------- | ----- | ---------- | ------- |
|                         | Partido Social Democrata       | 3 164 | 50,41 / 100,00  | 25,80 | 3 / 5      | 2       |
|                         | Partido Socialista             | 2 395 | 38,16 / 100,00  | 29,67 | 2 / 5      | 2       |
|                         | Centro Democrático Social      | 374   | 5,96 / 100,00   | 1,43  | 0 / 5      | Estável |
|                         | União Democrática Popular      | 88    | 1,40 / 100,00   | 0,65  | 0 / 5      | Estável |
|                         | Coligação Democrática Unitária | 26    | 0,41 / 100,00   | 1,23  | 0 / 5      | Estável |
| Votos Inválidos         | Votos Inválidos                | 230   | 3,66 / 100,00   | 0,55  |            |         |
| Total                   | Total                          | 6 277 | 100,00 / 100,00 |       | 5 / 5      |         |
| Eleitorado/Participação | Eleitorado/Participação        | 9 811 | 63,98 / 100,00  | 6,46  |            |         |

### Santa Cruz
| Partido                 | Partido                        | Votos  | %               | +/-   | Vereadores | +/-     |
| ----------------------- | ------------------------------ | ------ | --------------- | ----- | ---------- | ------- |
|                         | Partido Social Democrata       | 7 303  | 63,32 / 100,00  | 7,24  | 5 / 7      | 1       |
|                         | Partido Socialista             | 2 801  | 24,29 / 100,00  | 10,59 | 2 / 7      | 1       |
|                         | Centro Democrático Social      | 656    | 5,69 / 100,00   | 1,93  | 0 / 7      | Estável |
|                         | União Democrática Popular      | 255    | 2,21 / 100,00   | 0,49  | 0 / 7      | Estável |
|                         | Coligação Democrática Unitária | 128    | 1,11 / 100,00   | 6,17  | 0 / 7      | Estável |
| Votos Inválidos         | Votos Inválidos                | 390    | 3,38 / 100,00   | 0,39  |            |         |
| Total                   | Total                          | 11 533 | 100,00 / 100,00 |       | 7 / 7      |         |
| Eleitorado/Participação | Eleitorado/Participação        | 18 045 | 63,91 / 100,00  | 4,04  |            |         |

### Santana
| Partido                 | Partido                        | Votos | %               | +/-   | Vereadores | +/-     |
| ----------------------- | ------------------------------ | ----- | --------------- | ----- | ---------- | ------- |
|                         | Partido Social Democrata       | 3 617 | 69,89 / 100,00  | 11,80 | 5 / 5      | 2       |
|                         | Partido Socialista             | 641   | 12,39 / 100,00  | 9,55  | 0 / 5      | Estável |
|                         | Centro Democrático Social      | 640   | 12,37 / 100,00  | 20,81 | 0 / 5      | 2       |
|                         | União Democrática Popular      | 66    | 1,28 / 100,00   | 0,24  | 0 / 5      | Estável |
|                         | Coligação Democrática Unitária | 36    | 0,70 / 100,00   | 0,25  | 0 / 5      | Estável |
| Votos Inválidos         | Votos Inválidos                | 175   | 3,38 / 100,00   | 0,03  |            |         |
| Total                   | Total                          | 5 175 | 100,00 / 100,00 |       | 5 / 5      |         |
| Eleitorado/Participação | Eleitorado/Participação        | 8 311 | 62,27 / 100,00  | 4,67  |            |         |

### São Vicente
| Partido                 | Partido                        | Votos | %               | +/-   | Vereadores | +/-     |
| ----------------------- | ------------------------------ | ----- | --------------- | ----- | ---------- | ------- |
|                         | Partido Social Democrata       | 2 203 | 65,16 / 100,00  | 13,57 | 4 / 5      | 1       |
|                         | PS-CDS                         | 947   | 28,01 / 100,00  | Novo  | 1 / 5      | Novo    |
|                         | União Democrática Popular      | 74    | 2,19 / 100,00   | 1,02  | 0 / 5      | Estável |
|                         | Coligação Democrática Unitária | 51    | 1,51 / 100,00   | 0,07  | 0 / 5      | Estável |
| Votos Inválidos         | Votos Inválidos                | 106   | 3,14 / 100,00   | 0,73  |            |         |
| Total                   | Total                          | 3 381 | 100,00 / 100,00 |       | 5 / 5      |         |
| Eleitorado/Participação | Eleitorado/Participação        | 5 918 | 57,13 / 100,00  | 0,63  |            |         |